# بين فينكلر
بين فينكلر (بالإنجليزية: Ben Winkler)‏ هو مهندس صوت أمريكي، ولد في 1902، وتوفي في 1979.

## وصلات خارجية
- بين فينكلر على موقع IMDb (الإنجليزية)
- بين فينكلر على موقع قاعدة بيانات الفيلم (الإنجليزية)